# Анастасівка (хутір)
Анастасівка — хутір, нині включений до складу села Довжанка Тернопільського району Тернопільської області. Розташований поблизу автомагістралі Н02 Львів—Тернопіль.
На території хутора розташований Західний державний регіональний науково-виробничий селекційно-технологічний центр по конярству, який був утворений 1994 року на базі Тернопільської обласної державної заводської конюшні, реорганізований 2011 року.
Назва хутора походить від імені Анастасія (Настя). З 1940 року належав до Довжанської сільської ради Козлівського району. 1962 року Козлівський район був поділений, східна його частина, включаючи Довжанську сільську раду, відійшла до Тернопільського району.
Виключений з облікових даних у зв'язку з переселенням жителів.